# First Four EPs
First Four EPs — дебютный студийный альбом американской хардкор-группы Off!, в состав которой вошёл бывший вокалист Black Flag и Circle Jerks Кит Моррис, издан в 2010 году.

## Об альбоме
First Four EPs состоит из четырёх четырёхпесенных мини-альбомов, причём официально вышел только самый первый из них. Первый и второй мини-альбомы были записаны 17 января 2010 года, а третий и четвёртый 25 августа, все они были записаны на лос-анджелесской студии Kingsize Soundlabs. Виниловый бокс-сет, включающий четыре семидюймовых мини-альбома вышел 14 декабря 2010 года на Vice Records, CD-версия была выпущена 15 февраля 2011 года. iTunes-издание содержит бонусную композицию «Zero Hour». Бонус-треком для eMusic-издания стала песня «Sexy Capitalists».
Продюсирование альбома взял на себя гитарист Димитрий Котс, а инжинирингом и микшированием занялся басист Стивен Шейн Макдональд.
Оформление альбома выполнил художник Рэймонд Петтибон, известный своим чёрным юмором и социальной и психологической направленностью творчества. Петтибон начиная с конца 70-х часто оформлял обложки и афиши различных хардкор-групп, а также он является младшим братом основателя и гитариста Black Flag Грега Джинна.
На первые четыре песни были сняты видеоклипы, длительностью около минуты. Песня «Jeffery Lee Pierce» посвящена Джеффри Ли Пирсу, вокалисту The Gun Club, умершему в 1996 году от кровоизлияния в мозг.

## Список композиций
Все песни написаны Димитрием Котсом и Китом Моррисом, кроме отмеченных.
1. «Black Thoughts» — 1:01
2. «Darkness» — 0:48
3. «I Don’t Belong» — 1:00
4. «Upside Down» (Котс, Моррис, Хетсон)[2] — 1:13
5. «Poison City» — 1:33
6. «Now I’m Pissed» (Котс, Моррис, Наццио)[3] — 1:01
7. «Killing Away» — 0:47
8. «Jeffery Lee Pierce» (Котс, Моррис, Пирс)[4] — 1:21
9. «Panic Attack» — 1:01
10. «Crawl» — 1:15
11. «Blast» — 1:09
12. «Rat Trap» — 1:20
13. «Fuck People» — 1:12
14. «Full of Shit» — 0:34
15. «Broken» — 0:49
16. «Peace in Hermosa» — 1:32
17. «Zero Hour» [iTunes бонус-трек] (Кейс) — 1:26
18. «Sexy Capitalists» [eMusic бонус-трек] — 1:02

## Участники записи
- Кит Моррис — вокал
- Димитрий Котс — гитара, продюсер, дизайн
- Стивен Шейн Макдональд — бас-гитара, инжиниринг, микширование
- Марио Рабалкаба — ударные
- Джей Джей Голден — мастеринг
- Эндрю Линч — инжиниринг, микширование
- Рэймонд Петтибон — оформление
- Шон Питерсон — фотографии[5]